# 多伯尔斯贝格
多伯尔斯贝格是奥地利下奥地利州塔亚河畔魏德霍芬县的一个市镇。总面积47.59平方公里，总人口1687人，人口密度35.4人/平方公里（2012年）。